# بطولة الرياض الدولية لقفز الحواجز
بطولة الرياض الدولية لقفز الحواجز 2023، بطولة سعودية تنظمها شركة رياضة الفروسية للفعاليات المملوكة للاتحاد السعودي للفروسية، بمشاركة نخبة من المتسابقين من عدد من الدول، تقام من الفترة 16 وحتى 18 من فبراير 2023م، وذلك في مركز الرياض الدولي للمؤتمرات والمعارض بمدينة الرياض.

## أول بطولة مغلقة
تعد البطولة الأولى من نوعها في المملكة العربية السعودية التي تقام في ميدان مغلق، ويضم الميدان نوعية إضاءات تتناسب مع الحدث، بالإضافة إلى ديناميكيتها بالتحكم بمستوى الإنارة تبدأ بالتدرج من لحظة دخول الفارس، وتمت تهيئة الأرضية عبر مراحل متعددة، بدءً من رصها، إضافة إلى وضع بعض المواد للحفاظ على تماسكها وليونتها لتكون أكثر ملاءمة للخيول التي ستتنافس عليها، وتم بناء منصة مخصصة لكبار الشخصيات، ومدرجات للحضور الجماهيري.

## المشاركون
يشارك في البطولة (81) فارس وفارسة من عدد من الدول، تشمل متسابقين من السعودية والأردن والجزائر والنرويج وإيطاليا والبحرين وتايلاند ولبنان، أبرزهم الفارس عبدالله الشربتلي  الحاصل على برونزية قفز الحواجز في الألعاب الأولمبية الصيفية 2012 ، والفارس محمد الحميدان.

## التجهيزات الطبية
أنهت اللجنة الطبية في البطولة من إجراء عملية الفحص البيطري لـ (79) خيلًا مشاركة في البطولة، للتأكد من السلامة الكاملة للجياد، والاطمئنان على حالتها لأمن وسلامة المتسابقين، وشملت الاختبارات، الجوانب البدنية والطبية واختبارات تتعلق بالمعايير اللازمة لجياد قفز الحواجز، للتأكد من عدم وجود أي جروح أو ضربات تخالف المعايير المعتمدة.

## الابطال
توج الأمير عبدالله بن فهد بن عبد الله آل سعود، رئيس مجلس إدارة الاتحاد السعودي للفروسية رئيس مجلس إدارة شركة رياضة الفروسية للفعاليات الفارس عبدالله إبراهيم بلقب الشوط الأول " ضد الزمن" بعد أن حقق الفوز بسجل زمني وقدره 48.06 ثانية، كما كرم رئيس الاتحاد الفارس عبدالله الشربتلي بلقب الشوط الثاني " جولتين في جولة" بارتفاع 1.40 مترًا، كما فاز بالشوط الثالث الفارس عبدالله الشربتلي بعد أن سجل زمنًا وقدره 60.44 ثانية بارتفاع 1.40 متر، فيما حقق الفارس مشاري الحربي لقب الشوط الرابع في زمنًا قدره 31.58 ثانية، بارتفاع 1.45 متر